# Burnaia
Burnaia is een geslacht van weekdieren uit de klasse van de Gastropoda (slakken).

## Soort
- Burnaia helicochorda (M. C. Miller, 1988)